# Будинок купецького зібрання (Ніжин)
Будинок купецького зібрання — пам'ятка історії та архітектури місцевого значення в Ніжині. Зараз у будівлі розміщується бібліотека Ніжинського державного університету імені Миколи Гоголя.

## Історія
Рішенням виконкому Чернігівської обласної ради народних депутатів трудящих від 31.05.1971 № 286 надано статус «пам'ятник історії місцевого значення» з охоронним № 123 під назвою Б"удинок, де розміщувався перший революційний комітет (ревком) Ніжинського повіту".
Наказом Міністерства культури України 21.12.2012 року № 1566 надано статус «пам'ятника архітектури місцевого значення» з охоронним № 10012–Чр під назвою «Будинок купецького зібрання» та внесений до Державного реєстру нерухомих пам'яток України.
Наказом Департаменту культури та туризму, національностей та релігій Чернігівської обласної державної адміністрації від 12.11.2015 № 254 для пам'ятника історії використовується нова назва — «Будинок купецького зібрання».
Встановлено інформаційну дошку.

## Опис
Будинок збудований у 1899 році для купецького клубу.
Кам'яний, двоповерховий на підвалі, прямокутний у плані будинок, з чотирисхилим дахом. Фасад спрямований на південний схід до вулиці Гоголя, симетричний, що підкреслюють два бічні та центральні фронтони. У тимпані фронтону вказано дату будівництва «1899». Загальна площа 1146,8 м². Лінія між поверхами та карнизом виділена декоративними елементами на фасаді будівлі.
До 1917 року у будинку розміщувався Ніжинський купецький клуб. У періоди 22-28 листопада 1917 року та 17 січня — 5 березня 1918 року в будівлі розміщувався Ніжинський повітовий революційний комітет. Після Другої світової війни у будівлі розмістилася бібліотека. 1985 року було створено відділ бібліотеки «рідкої книги» — музей рідкісної книги імені Г. П. Васильківського.
Зараз у будівлі розміщується бібліотека Ніжинського державного університету імені Миколи Гоголя.